# Jacques Lieutaud
Pour les articles homonymes, voir Lieutaud.
Jacques Lieutaud est mathématicien et astronome français, membre de l'Académie royale des sciences, né à Arles en 1660, et mort à Paris le 30 juillet 1733.

## Biographie
Le père de Jacques Lieutaud était armurier. Il y a peu d'informations sur son apprentissage. « II s'appliqua aux mathématiques qu'il enseigna avec succès à Paris ».
Il est nommé le 4 mars 1699 premier titulaire élève astronome de l'Académie royale des sciences sous Philippe de La Hire, adjoint astronome le 8 janvier 1716, associé en 1726, et pensionnaire en 1730.
Joseph-Nicolas Delisle a été nommé élève astronome en 1714 sous Jacques Lieutaud.
Il a travaillé à la publication de la revue Connaissance des temps de 1702 jusqu'en 1729, inclusivement, et les Éphémérides de Paris de 1704 et 1705 avec,  Philippe Desplaces (1659-1736) et Bomie.

## Publication
- Regiae Scientiarum Academiae Ephemerides juxta recentissimas observationes ad meridianum parisiensem in observatorio regio, J. Boulot, Paris, 1703 (lire en ligne)